# Silnice D12
Silnice D12 (chorvatsky Državna cesta D12) nebo též dálnice A13 (chorvatsky Autocesta A13) je silnice v Chorvatsku. V současnosti je dlouhá 10,6 km, po dokončení bude dlouhá 86,5 km. Silnice je po většině své délky vedená ve dvou jízdních profilech a v celé své délce je kategorizována jako rychlostní silnice. Jejím hlavním účelem je v současnosti rychlé spojení mezi silnicí D10 a opčinou Farkaševac. Spolu se silnicí D10 tvoří tzv. Podrávský ypsilon (Podravski ipsilon).

## Průběh
Silnice začíná na dálniční křižovatce Vrbovec 2 u vesnice Grabrić a vychází z exitu 4 na silnici D10. Po celé aktuální délce se nenacházejí žádné odpočívky. Na exitu 2 u Farkaševace silnice D12 končí. V budoucnosti bude dosahovat až ke městům Bjelovar, Virovitica a k maďarské hranici.

## Výstavba
Plánovaná délka silnice je 86,5 km, z toho zatím bylo vystavěno pouze 10,6 km. Stavba je rozdělena čtyř úseků, v současnosti je ve výstavbě 27,5 km dlouhý úsek mezi křižovatkou Vrbovec 2 a městem Bjelovar. Celková cena prací na tomto úseku je 729,3 milionů chorvatských kun. Práce byly oficiálně zahájeny 27. dubna 2009. 16. dubna 2019 byl uveden do provozu úsek mezi křižovatkou Vrbovec 2 a Farkaševacem, do jehož výstavby bylo investováno 349 milionů chorvatských kun. V budoucnosti bude u vesnice Žabnica vystavěna stejnojmenná odpočívka.